# Great Harbour Cay
Great Harbour Cay är en ö i Bahamas.   Den ligger i distriktet Berry Islands District, i den nordvästra delen av landet, 90 km nordväst om huvudstaden Nassau.